# 황진 (아나운서)
황진(黃眞, 1964년~)은 대한민국 KBS대구방송총국의 아나운서이다. 아나운서 출신의 아버지(대구MBC 황명오 아나운서)이다.

## 경력
- 1988년 ~ 2015년 : KBS포항방송국 아나운서
- 2016년 ~ : KBS대구방송총국 아나운서

## 진행 프로그램
- 1R 생생매거진 오늘 진행 (1R, 월-금 11:05)
- 1FM 아름다운 오후, 네시입니다 제작 (1FM, 매일 16:00)

## 과거 진행 프로그램
- KBS 뉴스 9 포항
- KBS포항 1R 출발 동해안 시대 제작
- KBS포항 1R 아침의 광장
- KBS대구 1R 지금은 라디오 시대
- KBS대구 1R 아침의 광장
- KBS대구 FM 밤의 음악실
- 오픈 스튜디오 제작
- 팝스 팝스 제작
- 황진의 음악앨범 제작
- 제2라디오 음악과 음악사이 진행 (제2라디오, 월-일 11:00)
- 제2라디오 102.3 뮤직스튜디오 연출 (제2라디오, 월-금 11:00)
- KBS대구 FM 아름다운 오후, 네시입니다 연출 (제2라디오, 월-금 16:00)